# Genuzio Bentini
Genuzio Bentini (Forlì, 27 giugno 1874 – Lodi, 15 agosto 1943) è stato un avvocato e politico italiano socialista.

## Biografia
Nato a Forlì in una famiglia che nel 1890 si trasferisce a Ravenna e nel 1892 a Bologna, si impegnò politicamente nel corso della sua vita opponendosi energicamente alla dittatura fascista. 
Sin da giovane diffuse idee anarchiche sia nella scuola che nelle campagne, utilizzò lo pseudonimo di "Romagnolo" negli articoli scritti per il periodico anarcosocialista forlivese Rivendicazione, nel 1891 pubblicò un opuscolo dedicato ad Amilcare Cipriani mentre la prefettura ravennate lo definì "discepolo fanatico dell'anarchico Lodovico Nabruzzi" e fu tra gli organizzatori di una manifestazione a Borgo Saffi (quartiere di Ravenna), nel maggio del 1892. Venne quindi denunciato e condannato a pena detentiva. 
Studiò giurisprudenza all'Università di Bologna, quindi si dedicò alla professione di avvocato nella città felsinea, dove si nel frattempo si era trasferito. Avvicinatosi al partito socialista, insieme a Ugo Lenzi fondò il settimanale socialista La Squilla e alle elezioni del 1904 fu eletto deputato per la circoscrizione di Castelmaggiore, mandato che gli venne riconfermato sino al 1921.
Il 23 giugno 1909 fu iniziato in Massoneria nella Loggia Otto agosto di Bologna, il 4 dicembre dello stesso anno divenne Maestro. Nel 1914, dopo che il congresso socialista di Ancona ebbe dichiarato l'incompatibilità tra l'appartenenza al partito e alla Massoneria, lasciò quest'ultima per rimanere membro del partito socialista.
Nel novembre 1911 difese in un processo a Forlì Benito Mussolini, all'epoca socialista massimalista, arrestato insieme a Pietro Nenni, segretario della nuova Camera del lavoro repubblicana, e a un giovane ventenne, Aurelio Lolli, per avere guidato a Forlì nel settembre 1911 una manifestazione pacifista contro la guerra di Libia. Bentini lo difenderà anche nel processo davanti alla Corte d'appello di Bologna. E quando Mussolini sarà liberato il 12 marzo 1912, Bentini terrà l'indomani un appassionato discorso in occasione dei festeggiamenti organizzati dai compagni di partito in un albergo di Forlì. Armando Borghi, l'anarchico, dirà che Mussolini "invidiava" solo tre oratori: Filippo Corridoni, Giuseppe Giulietti e Genuzio Bentini.
Con lo scoppio della prima guerra mondiale mantenne posizioni neutraliste. 
Rieletto alla Camera nelle elezioni del 1919, il 18 dicembre 1920, poche settimane dopo la strage di Palazzo d'Accursio, fu aggredito da un gruppo di fascisti e nazionalisti. Confermato nel suo seggio parlamentare nelle votazioni del 1921, si batté contro la legge Acerbo. Passato al Partito Socialista Unitario, si candidò senza successo per le elezioni del 1924.
A causa delle continue minacce fasciste fu costretto a trasferirsi da Bologna a Milano. Più volte minacciato, si astenne dall'attività politica dedicandosi alla professione di penalista. Solo nel giugno 1925 si recò a Lugano a commemorare Giacomo Matteotti. All'inizio della seconda guerra mondiale riprese i contatti con gli antifascisti forlivesi partecipando a incontri notturni e clandestini.
Morì a Lodi e la sua salma venne successivamente traslata alla Certosa di Bologna nella quale esiste ancora il suo monumento funebre nel cortile della chiesa, opera di Enzo Pasqualini.